# 藏西忍冬
藏西忍冬（学名：Lonicera semenovii）为忍冬科忍冬属的植物。分布在阿富汗、中亚、克什米尔、伊朗以及中国大陆的西藏、新疆等地，生长于海拔4,000米至4,300米的地区，常生于高山山坡岩缝或石砾堆上，目前尚未由人工引种栽培。